# いま、輝くときに
『いま、輝くときに』（原題:The Spectacular Now）は2013年に公開されたアメリカ合衆国の青春映画である。監督はジェームズ・ポンソルト、主演はマイルズ・テラーとシャイリーン・ウッドリーが務めた。本作はトム・サープが2008年に上梓した小説『The Spectacular Now』を原作としている。
本作は日本国内で劇場公開されなかったが、2018年6月20日にDVDが発売された。

## ストーリー
18歳のサッター・キーリーはチャーミングな青年で人気者でもあった。サッターはパーティーに参加しては酒を飲むという自由気ままな生活を送っていた。それが原因で、恋人のキャシディからは愛想を尽かされてしまった。悲しみのあまり、サッターは大学に提出する願書に「人生で最もつらかった出来事は恋人に捨てられたことです」と書き、そのまま酒を飲むために外出した。
深酒で意識を失ったサッターが目を覚ますと、そこは同級生（エイミー）の家の庭であった。サッターはエイミーの存在を今まで知らなかったが、成り行きでエイミーの新聞配達を手伝うことになった。翌日、サッターは幾何学の課題に苦戦したため、エイミーの力を借りることにした。会話する中で、サッターはエイミーが知的かつ面白い女性であり、漫画とSFに関心を持っているという共通項があることを知った。帰宅後、サッターは願書から恋人に関する記述を削除した。翌日、サッターはエイミーをパーティーに連れて行った。パーティーの後、エイミーは「私は母親の世話をしなければならないから、大学には進学できないだろう」と言った。サッターはエイミーを宥めた後、彼女にキスをしてから帰宅の途についた。
翌朝、サッターは二日酔いに苦しめられていた。昨晩、エイミーに「君をプロムに連れて行く」と宣言したことを思い出し、気恥ずかしくなったサッターはエイミーを避けることにした。その日の夜、サッターはキャシディの家に向かい、復縁を持ちかけようとしたが、結局追い出されてしまった。そこで、サッターはエイミーを連れて姉（ホリー）の家へ向かい、一緒に夕食を取ることにした。「私の父は薬物乱用で命を落とした。もしも私が結婚するなら、立派な家庭を築きたい」と語るエイミーの姿を見て、ようやくサッターも真剣に彼女に向き合うようになった。そして、2人はベッドを共にした。行為を終えた後、サッターは「俺が子供の頃、母さんは親父を家から叩き出した。それ以来、母さんは俺を親父に会わせようとはしなかった。」とエイミーに言った。2人は自分の母親との意見の対立に正面から向き合うことを約束するのだった。
プロムの夜、サッターはエイミーに酒を飲むためのグラスを送った。ダンスの後、エイミーから「フィラデルフィアの大学に進学したいと思う。そこに暮らす姉さんの力を借りつつ、自活していくつもりだ。貴方にも一緒に来て欲しい」と言われ、サッターは渋々了承した。しばらくして、サッターはホリーから父親の電話番号を聞き出し、一緒に野球の試合を見に行く約束をした。サッターがエイミーを連れて父親を訪ねたところ、父親は約束を忘れていた。3人はやむなく地元のバーで話をすることにした。父親は「俺は追い出されたんじゃない。俺がお前たちを捨てたんだ」と言い放った挙げ句、タクシーを呼べとサッターに命令した。サッターは「父親と会えば俺も変われるかもしれない」という淡い期待を抱いていたが、その期待は無残にも打ち砕かれるのだった。
帰宅する途中、サッターは怒りのあまりエイミーに当たり散らしてしまった。エイミーは彼を宥めようとしたが、サッターの怒りは増すばかりで、ついには自動車から降りろと言われた。エイミーが泣きながら車を降りたところ、対向車線を走っていた車と接触事故を起こした。エイミーは重傷を負ったが、それでもサッターを許そうとした。そんなエイミーの姿を見て、サッターは「彼女の幸福のためにも、俺は身を引くべきなのだろう」と思うようになった。その後、サッターはエイミーを避けるようになり、キャシディとの復縁を模索したが、キャシディには新しい恋人ができていた。ほどなくして、サッターは酒癖の悪さを理由にバイト先から解雇されてしまった。
エイミーがフィラデルフィアに旅立つ日、サッターもバス停の近くまで行ったが、敢えて一人で行かせることにした。それが彼女の幸せに繋がると確信していたはずのサッターだったが、心の中は悲しみで一杯であった。帰宅後、サッターは入学願書に「人生で最も辛かったのは自分の衝動をコントロールできなかったことである」と書き付けた。願書の提出期限はとうに過ぎていたが、サッターはそう書き付けずにはおれなかったのである。
数ヶ月後、エイミーは大学での生活をエンジョイしていた。そんな彼女の目の前に、突然、サッターが現れた。エイミーは困惑の表情を浮かべていたが、徐々に笑顔になっていくのだった。

## キャスト
- マイルズ・テラー - サッター・キーリー
- シャイリーン・ウッドリー - エイミー・フィネッキー
- ブリー・ラーソン - キャシディ・ロイ
- ジェニファー・ジェイソン・リー - サラ・キーリー
- カイル・チャンドラー - トミー・キーリー
- メアリー・エリザベス・ウィンステッド - ホリー・キーリー
- ダイオ・オケニイ - マーカス・ウェスト
- アンドレ・ロヨ - ミスター・アスター
- ボブ・オデンカーク - ダン
- ケイトリン・デヴァー - クリスタル
- マサム・ホールデン - リッキー
- ゲイリー・ウィークス - ジョー
- ホイットニー・ゴイン - ミセス・フィネッキー

## 製作
2009年1月21日、マーク・ウェブが本作の監督に起用されたと報じられた。6月、降板したウェブの後任にジェームズ・ポンソルトが起用され、シャイリーン・ウッドリー、マイルズ・テラー、ブリー・ラーソンの出演が決まった。8月、カイル・チャンドラー、ボブ・オデンカーク、メアリー・エリザベス・ウィンステッド、アンドレ・ロヨ、ジェニファー・ジェイソン・リーがキャスト入りした。
本作の主要撮影は2012年7月にジョージア州アセンズで行われた。原作小説の舞台はオクラホマ州だったが、ポンソルト監督は敢えて自身の生まれ故郷であるアセンズで本作を撮影することにしたのだという。

## マーケティング・興行収入
2013年1月18日、本作はサンダンス映画祭でプレミア上映された。21日、A24が本作の全米配給権を獲得したとの報道があった。6月19日、本作のオフィシャル・トレイラーが公開された。
2013年8月2日、本作は全米4館で限定公開され、公開初週末に19万7415ドル（1館当たり4万9354ドル）を稼ぎ出し、週末興行収入ランキング初登場30位となった。同年9月13日、本作は全米770館で拡大公開され、週末に70万4950ドルを稼ぎ出し、週末興行収入ランキング17位となった。

## 評価
本作は批評家から絶賛されている。映画批評集積サイトのRotten Tomatoesには164件のレビューがあり、批評家支持率は92%、平均点は10点満点で7.78点となっている。サイト側による批評家の見解の要約は「『いま、輝くときに』は繊細かつ緻密な作品である。同作は青春映画がやりがちなミスの数々を回避している。」となっている。また、Metacriticには42件のレビューがあり、加重平均値は82/100となっている。
本作での演技によって、テラーとウッドリーはサンダンス映画祭の演技賞を受賞した。